# Čikule
Čikule so naselje v občini Gradiška, Bosna in Hercegovina. 

## Deli naselja
Čikule.

## Prebivalstvo
| Pregled števila prebivalcev po letih | Pregled števila prebivalcev po letih | Pregled števila prebivalcev po letih | Pregled števila prebivalcev po letih | Pregled števila prebivalcev po letih | Pregled števila prebivalcev po letih |
| ------------------------------------ | ------------------------------------ | ------------------------------------ | ------------------------------------ | ------------------------------------ | ------------------------------------ |
| 1948                                 | 1953                                 | 1961                                 | 1971                                 | 1981                                 | 1991                                 |
| -                                    | -                                    | -                                    | 291                                  | 313                                  | 369                                  |

| Narodna sestava prebivalstva po letih                                                                                      | Narodna sestava prebivalstva po letih                                                                                      | Narodna sestava prebivalstva po letih                                                                                      |
| --- | --- | --- |
| 1971 | 1981 | 1991 |
| . skupaj: 291 Muslimani 287 (98,62 %) Srbi 1 (0,34 %) Hrvati 0 (0,00 %) Jugoslovani 0 (0,00 %) drugi in neznano 3 (1,03 %) | . skupaj: 313 Muslimani 310 (99,04 %) Hrvati 0 (0,00 %) Srbi 0 (0,00 %) Jugoslovani 3 (0,95 %) drugi in neznano 0 (0,00 %) | . skupaj: 369 Muslimani 361 (97,83 %) Hrvati 0 (0,00 %) Srbi 0 (0,00 %) Jugoslovani 3 (0,81 %) drugi in neznano 5 (1,35 %) |